# Temporada 2012 del Campeonato Mundial de Resistencia de la FIA
El Campeonato Mundial de Resistencia de la FIA 2012 fue la inauguración del Campeonato Mundial de Resistencia de la FIA. Fue coorganizado por la Fédération Internationale de l'Automobile (FIA) y el Automobile Club de l'Ouest (ACO). La serie sustituyó a la ex Copa Intercontinental Le Mans celebrada por la ACO de 2010 a 2011. El campeonato estaba abierto a Prototipos de Le Mans y coches de carreras de Gran Turismo basado en cuatro categorías ACO. Varios campeonatos, copas y trofeos fueron otorgados en las cuatro categorías del campeonato después de una temporada de ocho carreras, con un Campeonato Mundial disponible para los pilotos y fabricantes de la categoría LMP1.

## Calendario
| Ronda | Carrera                      | Circuito                           | Ubicación                        | Fecha            |
| ----- | ---------------------------- | ---------------------------------- | -------------------------------- | ---------------- |
| 1     | 12 Horas de Sebring          | Sebring International Raceway      | Sebring, Florida, Estados Unidos | 17 de marzo      |
| 2     | 6 Horas de Spa-Francorchamps | Circuito de Spa-Francorchamps      | Spa, Bélgica                     | 5 de mayo        |
| 3     | 24 Horas de Le Mans          | Circuito de la Sarthe              | Le Mans, Francia                 | 16 y 17 de junio |
| 4     | 6 Horas de Silverstone       | Circuito de Silverstone            | Silverstone, Reino Unido         | 26 de agosto     |
| 5     | 6 Horas de São Paulo         | Autódromo José Carlos Pace         | São Paulo, Brasil                | 15 de septiembre |
| 6     | 6 Horas de Baréin            | Circuito Internacional de Baréin   | Sakhir, Baréin                   | 29 de septiembre |
| 7     | 6 Horas de Fuji              | Fuji Speedway                      | Shizuoka, Japón                  | 14 de octubre    |
| 8     | 6 Horas de Shanghái          | Circuito Internacional de Shanghái | Shanghái, China                  | 28 de octubre    |

## Escuderías y pilotos
El Campeonato del Mundo de Resistencia recibió participantes en cuatro clases, incluyendo Le Mans Prototype 1 (LMP1), Le Mans Prototype 2 (LMP2), Le Mans Grand Touring Endurance - Profesional (LMGTE Pro) y Le Mans Grand Touring Endurance - Amateur (LMGTE Am) . La lista de inscriptos para la temporada 2012 fue lanzada por el Automóvil Club de l'Ouest el 2 de febrero, e incluyó nueve coches LMP1 y LMP2, cinco coches LMGTE Pro y siete LMGTE Am, con lo que la grilla completa tenía hasta treinta participantes.
     Inscripción para toda la temporada, elegible para cualquier campeonato.
     Tercer automóvil. Elegible para puntuar solamente en el campeonato de equipos.
     Automóvil adicional. Elegible para el campeonato de pilotos; elegible para el campeonato de constructores únicamente en las 24 Horas de Le Mans.
| Escudería               | Automóvil                                         | Neu. | N.º  | Pilotos                  | Pilotos                  | Pilotos              | Rondas        |
| LMP1                    | LMP1                                              | LMP1 | LMP1 | LMP1                     | LMP1                     | LMP1                 | LMP1          |
| ----------------------- | ------------------------------------------------- | ---- | ---- | ------------------------ | ------------------------ | -------------------- | ------------- |
| Audi Sport Team Joest   | Audi R18                                          | M    | 1    | Marcel Fässler           | André Lotterer           | Benoît Tréluyer      | Todas         |
| Audi Sport Team Joest   | Audi R18                                          | M    | 2    | Allan McNish             | Tom Kristensen           | Dindo Capello        | 1-3           |
| Audi Sport Team Joest   | Audi R18                                          | M    | 2    | Allan McNish             | Tom Kristensen           | 4, 6-8               |               |
| Audi Sport Team Joest   | Audi R18                                          | M    | 2    | Allan McNish             | Tom Kristensen           | Lucas Di Grassi      | 5             |
| Audi Sport Team Joest   | Audi R18                                          | M    | 3    | Romain Dumas             | Loïc Duval               | Timo Bernhard        | 1             |
| Audi Sport Team Joest   | Audi R18                                          | M    | 3    | Romain Dumas             | Loïc Duval               | Marc Gené            | 2-3           |
| Toyota Racing           | Toyota TS030 Hybrid                               | M    | 7    | Alexander Wurz           | Nicolas Lapierre         | Kazuki Nakajima      | 3-4, 7        |
| Toyota Racing           | Toyota TS030 Hybrid                               | M    | 7    | Alexander Wurz           | Nicolas Lapierre         | 5-6, 8               |               |
| Toyota Racing           | Toyota TS030 Hybrid                               | M    | 8    | Anthony Davidson         | Sébastien Buemi          | Stéphane Sarrazin    | 3             |
| Rebellion Racing        | Lola B11/60 Coupe-Toyota Lola B12/60 Coupe-Toyota | M    | 12   | Nicolas Prost            | Neel Jani                | Nick Heidfeld        | 1-3           |
| Rebellion Racing        | Lola B11/60 Coupe-Toyota Lola B12/60 Coupe-Toyota | M    | 12   | Nicolas Prost            | Neel Jani                | 4-8                  |               |
| Rebellion Racing        | Lola B11/60 Coupe-Toyota Lola B12/60 Coupe-Toyota | M    | 13   | Andrea Belicchi          | Harold Primat            | Jeroen Bleekemolen   | 1, 3          |
| Rebellion Racing        | Lola B11/60 Coupe-Toyota Lola B12/60 Coupe-Toyota | M    | 13   | Andrea Belicchi          | Harold Primat            | 2, 4-7               |               |
| Rebellion Racing        | Lola B11/60 Coupe-Toyota Lola B12/60 Coupe-Toyota | M    | 13   | Andrea Belicchi          | Harold Primat            | Congfu Cheng         | 8             |
| OAK Racing              | OAK Pescarolo 01-Honda                            | D    | 15   | Dominik Kraihamer        | Bertrand Baguette        | Guillaume Moreau     | 1-2           |
| OAK Racing              | OAK Pescarolo 01-Honda                            | D    | 15   | Dominik Kraihamer        | Bertrand Baguette        | Franck Montagny      | 3             |
| OAK Racing              | OAK Pescarolo 01-Honda                            | D    | 15   | Dominik Kraihamer        | Bertrand Baguette        | Takuma Satō          | 7-8           |
| Pescarolo Team          | Pescarolo 01-Judd Pescarolo 03-Judd               | M    | 16   | Emmanuel Collard         | Jean-Christophe Boullion | Julien Jousse        | 1             |
| Pescarolo Team          | Pescarolo 01-Judd Pescarolo 03-Judd               | M    | 16   | Emmanuel Collard         | Stuart Hall              |                      | 3             |
| Pescarolo Team          | Dome-Judd                                         | M    | 17   | Sébastien Bourdais       | Nicolas Minassian        |                      | 2             |
| Pescarolo Team          | Dome-Judd                                         | M    | 17   | Sébastien Bourdais       | Nicolas Minassian        | Seiji Ara            | 3             |
| Strakka Racing          | HPD ARX-03a-Honda                                 | M    | 21   | Jonny Kane               | Nick Leventis            | Danny Watts          | Todas         |
| JRM                     | HPD ARX-03a-Honda                                 | M    | 22   | David Brabham            | Karun Chandhok           | Peter Dumbreck       | Todas         |
| LMP2                    |                                                   |      |      |                          |                          |                      |               |
| Signatech-Nissan        | Oreca 03-Nissan                                   | D    | 23   | Franck Mailleux          | Olivier Lombard          | Jordan Tresson       | Todas         |
| Signatech-Nissan        | Oreca 03-Nissan                                   | D    | 26   | Nelson Panciatici        | Pierre Ragues            | Roman Rusinov        | 2-8           |
| OAK Racing              | Morgan-Judd Morgan-Nissan                         | D    | 24   | Jacques Nicolet          | Olivier Pla              | Matthieu Lahaye      | Todas         |
| OAK Racing              | Morgan-Judd Morgan-Nissan                         | D    | 35   | David Heinemeier Hansson | Bas Leinders             |                      | 2             |
| OAK Racing              | Morgan-Judd Morgan-Nissan                         | D    | 35   | David Heinemeier Hansson | Bas Leinders             | Maxime Martin        | 3             |
| OAK Racing              | Morgan-Judd Morgan-Nissan                         | D    | 35   | David Heinemeier Hansson | Bertrand Baguette        | Dominik Kraihamer    | 4             |
| OAK Racing              | Morgan-Judd Morgan-Nissan                         | D    | 35   | Alex Brundle             | Bertrand Baguette        | Dominik Kraihamer    | 5-6           |
| ADR-Delta               | Oreca 03-Nissan                                   | D    | 25   | John Martin              | Tor Graves               | Robbie Kerr          | 1-2           |
| ADR-Delta               | Oreca 03-Nissan                                   | D    | 25   | John Martin              | Tor Graves               | Jan Charouz          | 3-5           |
| ADR-Delta               | Oreca 03-Nissan                                   | D    | 25   | John Martin              | Tor Graves               | 6                    |               |
| ADR-Delta               | Oreca 03-Nissan                                   | D    | 25   | John Martin              | Tor Graves               | Shinji Nakano        | 7             |
| ADR-Delta               | Oreca 03-Nissan                                   | D    | 25   | John Martin              | Tor Graves               | Mathias Beche        | 8             |
| Gulf Racing Middle East | Lola B12/80 Coupe-Nissan                          | D    | 28   | Fabien Giroix            | Stefan Johansson         | Maxime Jousse        | 1-2           |
| Gulf Racing Middle East | Lola B12/80 Coupe-Nissan                          | D    | 28   | Fabien Giroix            | Stefan Johansson         | Ludovic Badey        | 3             |
| Gulf Racing Middle East | Lola B12/80 Coupe-Nissan                          | D    | 29   | Jean-Denis Délétraz      | Keiko Ihara              |                      | 1-2           |
| Gulf Racing Middle East | Lola B12/80 Coupe-Nissan                          | D    | 29   | Jean-Denis Délétraz      | Keiko Ihara              | Marc Rostan          | 3             |
| Gulf Racing Middle East | Lola B12/80 Coupe-Nissan                          | D    | 29   | Jean-Denis Délétraz      | Keiko Ihara              | Fabien Giroix        | 4-8           |
| Lotus                   | Lola B12/80 Coupe-Lotus                           | D    | 31   | Thomas Holzer            | Mirco Schultis           | Luca Moro            | 1, 3, 5       |
| Lotus                   | Lola B12/80 Coupe-Lotus                           | D    | 31   | Thomas Holzer            | Mirco Schultis           | Renger van der Zande | 2             |
| Lotus                   | Lola B12/80 Coupe-Lotus                           | D    | 31   | Thomas Holzer            | Mirco Schultis           | Christijan Albers    | 4             |
| Lotus                   | Lola B12/80 Coupe-Lotus                           | D    | 31   | Thomas Holzer            | Luca Moro                |                      | 6             |
| Lotus                   | Lola B12/80 Coupe-Lotus                           | D    | 31   | Thomas Holzer            | Mirco Schultis           |                      | 7-8           |
| Lotus                   | Lola B12/80 Coupe-Lotus                           | D    | 32   | Kevin Weeda              | James Rossiter           | Luca Moro            | 2             |
| Lotus                   | Lola B12/80 Coupe-Lotus                           | D    | 32   | Kevin Weeda              | James Rossiter           | Vitantonio Liuzzi    | 4-7           |
| Lotus                   | Lola B12/80 Coupe-Lotus                           | D    | 32   | Kevin Weeda              | James Rossiter           | Jan Charouz          | 8             |
| Greaves Motorsport      | Zytek Z11SN-Nissan                                | D    | 41   | Christian Zugel          | Elton Julian             | Ricardo González     | 1-4, 6-8      |
| Greaves Motorsport      | Zytek Z11SN-Nissan                                | D    | 41   | Christian Zugel          | Elton Julian             | Roberto González     | 5             |
| Greaves Motorsport      | Zytek Z11SN-Nissan                                | D    | 42   | Lucas Ordóñez            | Alex Brundle             | Martin Brundle       | 3-4           |
| Starworks Motorsport    | HPD ARX-03b-Honda                                 | D    | 44   | Enzo Potolicchio         | Ryan Dalziel             | Stéphane Sarrazin    | 1-2, 4-5, 7-8 |
| Starworks Motorsport    | HPD ARX-03b-Honda                                 | D    | 44   | Enzo Potolicchio         | Ryan Dalziel             | Tom Kimber-Smith     | 3             |
| Starworks Motorsport    | HPD ARX-03b-Honda                                 | D    | 44   | Enzo Potolicchio         | Stéphane Sarrazin        | Tom Kimber-Smith     | 6             |
| PeCom Racing            | Oreca 03-Nissan                                   | D    | 49   | Luis Pérez Companc       | Pierre Kaffer            | Soheil Ayari         | 1-4           |
| PeCom Racing            | Oreca 03-Nissan                                   | D    | 49   | Luis Pérez Companc       | Pierre Kaffer            | Nicolas Minassian    | 5-8           |
| LMGTE Pro               |                                                   |      |      |                          |                          |                      |               |
| AF Corse                | Ferrari 458 Italia                                | M    | 51   | Giancarlo Fisichella     | Gianmaria Bruni          | Toni Vilander        | 1, 3          |
| AF Corse                | Ferrari 458 Italia                                | M    | 51   | Giancarlo Fisichella     | Gianmaria Bruni          | 2, 4-5, 7-8          |               |
| AF Corse                | Ferrari 458 Italia                                | M    | 51   | Giancarlo Fisichella     | Toni Vilander            |                      | 6             |
| AF Corse                | Ferrari 458 Italia                                | M    | 71   | Andrea Bertolini         | Olivier Beretta          | Marco Cioci          | 1, 3          |
| AF Corse                | Ferrari 458 Italia                                | M    | 71   | Andrea Bertolini         | Olivier Beretta          | 2, 4-8               |               |
| Luxury Racing           | Ferrari 458 Italia                                | M    | 59   | Frédéric Makowiecki      | Jaime Melo               | Jean-Karl Vernay     | 1             |
| Luxury Racing           | Ferrari 458 Italia                                | M    | 59   | Frédéric Makowiecki      | Jaime Melo               | 2                    |               |
| Luxury Racing           | Ferrari 458 Italia                                | M    | 59   | Frédéric Makowiecki      | Jaime Melo               | Dominik Farnbacher   | 3             |
| Team Felbermayr-Proton  | Porsche 911 RSR (997)                             | M    | 77   | Marc Lieb                | Richard Lietz            | Patrick Pilet        | 1             |
| Team Felbermayr-Proton  | Porsche 911 RSR (997)                             | M    | 77   | Marc Lieb                | Richard Lietz            | 2, 4-8               |               |
| Team Felbermayr-Proton  | Porsche 911 RSR (997)                             | M    | 77   | Marc Lieb                | Richard Lietz            | Wolf Henzler         | 3             |
| Aston Martin Racing     | Aston Martin Vantage V8                           | M    | 97   | Stefan Mücke             | Darren Turner            | Adrián Fernández     | 1-4           |
| Aston Martin Racing     | Aston Martin Vantage V8                           | M    | 97   | Stefan Mücke             | Darren Turner            | 5-8                  |               |
| LMGTE Am                |                                                   |      |      |                          |                          |                      |               |
| Larbre Compétition      | Chevrolet Corvette C6-ZR1                         | M    | 50   | Patrick Bornhauser       | Julien Canal             | Pedro Lamy           | 1, 3, 7-8     |
| Larbre Compétition      | Chevrolet Corvette C6-ZR1                         | M    | 50   | Patrick Bornhauser       | Julien Canal             | Fernando Rees        | 2, 4-6        |
| Larbre Compétition      | Chevrolet Corvette C6-ZR1                         | M    | 70   | Jean-Philippe Belloc     | Christophe Bourret       | Pascal Gibon         | 1, 3-8        |
| Larbre Compétition      | Chevrolet Corvette C6-ZR1                         | M    | 70   | Jean-Philippe Belloc     | Christophe Bourret       | 2                    |               |
| JWA-Avila               | Porsche 911 RSR (997)                             | P M  | 55   | Joël Camathias           | Markus Palttala          | Bill Binnie          | 1             |
| JWA-Avila               | Porsche 911 RSR (997)                             | P M  | 55   | Joël Camathias           | Markus Palttala          | Paul Daniels         | 2-5           |
| JWA-Avila               | Porsche 911 RSR (997)                             | P M  | 55   | Joël Camathias           | Benny Simonsen           | Paul Daniels         | 6-8           |
| JWA-Avila               | Porsche 911 RSR (997)                             | P M  | 55   | Joël Camathias           | Kenji Kobayashi          | Paul Daniels         | 7             |
| JWA-Avila               | Porsche 911 RSR (997)                             | P M  | 55   | Joël Camathias           | Matt Bell                | Paul Daniels         | 8             |
| Krohn Racing            | Ferrari 458 Italia                                | D M  | 57   | Tracy Krohn              | Niclas Jönsson           | Michele Rugolo       | Todas         |
| Luxury Racing           | Ferrari 458 Italia                                | M    | 58   | Pierre Ehret             | Dominik Farnbacher       | Jaime Melo           | 1             |
| Luxury Racing           | Ferrari 458 Italia                                | M    | 58   | Pierre Ehret             | Frankie Montecalvo       | Gunnar Jeannette     | 2-3           |
| AF Corse-Waltrip        | Ferrari 458 Italia                                | M    | 61   | Robert Kauffman          | Rui Águas                | Michael Waltrip      | 1             |
| AF Corse-Waltrip        | Ferrari 458 Italia                                | M    | 61   | Robert Kauffman          | Rui Águas                | Brian Vickers        | 2-3, 6        |
| AF Corse-Waltrip        | Ferrari 458 Italia                                | M    | 61   | Piergiuseppe Perazzini   | Matt Griffin             | Marco Cioci          | 4             |
| AF Corse-Waltrip        | Ferrari 458 Italia                                | M    | 61   | Francisco Longo          | Xandy Negrão             | Enrique Bernoldi     | 5             |
| AF Corse-Waltrip        | Ferrari 458 Italia                                | M    | 61   | Robert Kauffman          | Rui Águas                | Marco Cioci          | 8             |
| AF Corse                | Ferrari 458 Italia                                | M    | 81   | Piergiuseppe Perazzini   | Matt Griffin             | Marco Cioci          | 2             |
| AF Corse                | Ferrari 458 Italia                                | M    | 81   | Piergiuseppe Perazzini   | Matt Griffin             | Niki Cadei           | 3             |
| Team Felbermayr-Proton  | Porsche 911 RSR (997)                             | M    | 88   | Christian Ried           | Gianluca Roda            | Paolo Ruberti        | Todas         |

## Resultados y estadísticas

### Resultados
| Rnd. | Circuito          | Ganadores LMP1                                  | GanadoresLMP2                                      | Ganadores LMGTE Pro                                | Ganadores LMGTE Am                              | Resultados |
| ---- | ----------------- | ----------------------------------------------- | -------------------------------------------------- | -------------------------------------------------- | ----------------------------------------------- | ---------- |
| 1    | Sebring           | No. 2 Audi Sport Team Joest                     | No. 44 Starworks Motorsport                        | No. 71 AF Corse                                    | No. 88 Team Felbermayr-Proton                   | Resultados |
| 1    | Sebring           | Allan McNish Tom Kristensen Rinaldo Capello     | Ryan Dalziel Enzo Potolicchio Stéphane Sarrazin    | Andrea Bertolini Marco Cioci Olivier Beretta       | Christian Ried Paolo Ruberti Gianluca Roda      | Resultados |
| 2    | Spa-Francorchamps | No. 3 Audi Sport Team Joest                     | No. 25 ADR-Delta                                   | No. 77 Team Felbermayr-Proton                      | No. 88 Team Felbermayr-Proton                   | Resultados |
| 2    | Spa-Francorchamps | Romain Dumas Loïc Duval Marc Gené               | John Martin Robbie Kerr Tor Graves                 | Marc Lieb Richard Lietz                            | Christian Ried Gianluca Roda Paolo Ruberti      | Resultados |
| 3    | Le Mans           | No. 1 Audi Sport Team Joest                     | No. 44 Starworks Motorsport                        | No. 51 AF Corse                                    | No. 50 Larbre Compétition                       | Resultados |
| 3    | Le Mans           | Marcel Fässler Benoît Tréluyer André Lotterer   | Ryan Dalziel Enzo Potolicchio Tom Kimber-Smith     | Gianmaria Bruni Giancarlo Fisichella Toni Vilander | Patrick Bornhauser Julien Canal Pedro Lamy      | Resultados |
| 4    | Silverstone       | No. 1 Audi Sport Team Joest                     | No. 25 ADR-Delta                                   | No. 51 AF Corse                                    | No. 61 AF Corse-Waltrip                         | Resultados |
| 4    | Silverstone       | Marcel Fässler Benoît Tréluyer André Lotterer   | Jan Charouz Tor Graves John Martin                 | Giancarlo Fisichella Gianmaria Bruni               | Piergiuseppe Perazzini Marco Cioci Matt Griffin | Resultados |
| 5    | São Paulo         | No. 7 Toyota Racing                             | No. 44 Starworks Motorsport                        | No. 51 AF Corse                                    | No. 88 Team Felbermayr-Proton                   | Resultados |
| 5    | São Paulo         | Alexander Wurz Nicolas Lapierre                 | Ryan Dalziel Enzo Potolicchio Stéphane Sarrazin    | Giancarlo Fisichella Gianmaria Bruni               | Christian Ried Gianluca Roda Paolo Ruberti      | Resultados |
| 6    | Bahrain           | No. 1 Audi Sport Team Joest                     | No. 49 Pecom Racing                                | No. 51 AF Corse                                    | No. 88 Team Felbermayr-Proton                   | Resultados |
| 6    | Bahrain           | Marcel Fässler Benoît Tréluyer André Lotterer   | Luís Pérez Companc Nicolas Minassian Pierre Kaffer | Giancarlo Fisichella Toni Vilander                 | Christian Ried Gianluca Roda Paolo Ruberti      | Resultados |
| 7    | Fuji              | No. 7 Toyota Racing                             | No. 25 ADR-Delta                                   | No. 77 Team Felbermayr-Proton                      | No. 50 Larbre Compétition                       | Resultados |
| 7    | Fuji              | Alexander Wurz Nicolas Lapierre Kazuki Nakajima | Tor Graves John Martin Shinji Nakano               | Marc Lieb Richard Lietz                            | Patrick Bornhauser Julien Canal Pedro Lamy      | Resultados |
| 8    | Shanghái          | No. 7 Toyota Racing                             | No. 25 ADR-Delta                                   | No.97 Aston Martin Racing                          | No. 50 Larbre Compétition                       | Resultados |
| 8    | Shanghái          | Alexander Wurz Nicolas Lapierre                 | Tor Graves John Martin Mathias Beche               | Stefan Mücke Darren Turner                         | Patrick Bornhauser Julien Canal Pedro Lamy      | Resultados |

### Campeonatos Mundiales

#### Campeonato Mundial de Resistencia de pilotos

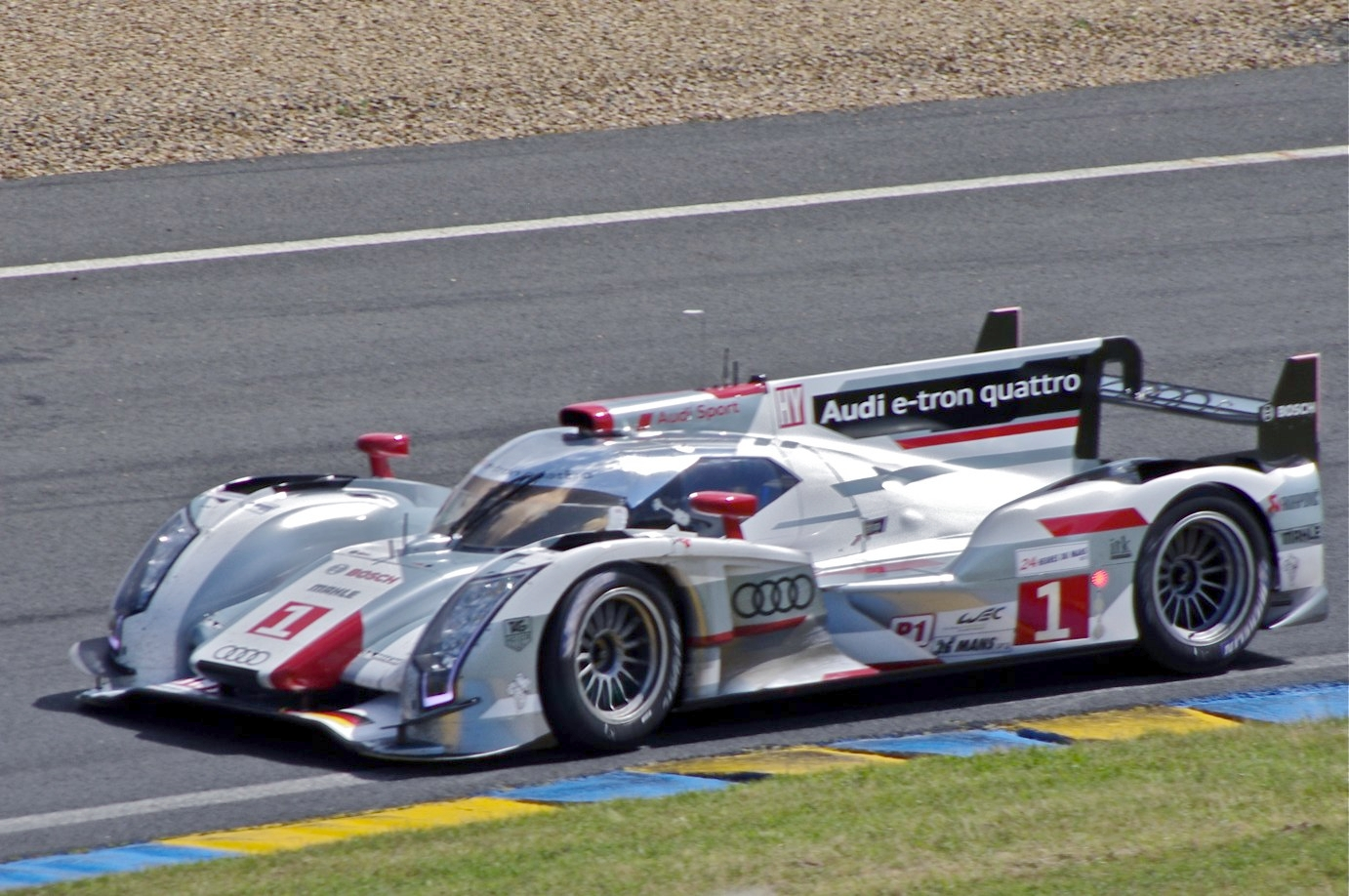
André Lotterer, Benoît Tréluyer y Marcel Fässler ganaron el Campeonato Mundial de Pilotos

André Lotterer, Benoît Tréluyer y Marcel Fässler ganaron el Campeonato Mundial de Pilotos en las 6 Horas de Shanghái. Ganaron tres carreras incluyendo las 24 horas de Le Mans manejando el Audi No.1 del Audi Sport Team Joest.
| Pos. | Piloto                   | Equipo                 | SEB | SPA | LMS | SIL | SÃO | BHR | FUJ | SHA | Puntos |
| ---- | ------------------------ | ---------------------- | --- | --- | --- | --- | --- | --- | --- | --- | ------ |
| 1=   | André Lotterer           | Audi Sport Team Joest  | 11  | 2   | 1   | 1   | 2   | 1   | 2   | 3   | 172.5  |
| 1=   | Benoît Tréluyer          | Audi Sport Team Joest  | 11  | 2   | 1   | 1   | 2   | 1   | 2   | 3   | 172.5  |
| 1=   | Marcel Fässler           | Audi Sport Team Joest  | 11  | 2   | 1   | 1   | 2   | 1   | 2   | 3   | 172.5  |
| 2=   | Allan McNish             | Audi Sport Team Joest  | 1   | 3   | 2   | 3   | 3   | 2   | 3   | 2   | 159    |
| 2=   | Tom Kristensen           | Audi Sport Team Joest  | 1   | 3   | 2   | 3   | 3   | 2   | 3   | 2   | 159    |
| 3=   | Alexander Wurz           | Toyota Racing          |     |     | Ret | 2   | 1   | Ret | 1   | 1   | 96     |
| 3=   | Nicolas Lapierre         | Toyota Racing          |     |     | Ret | 2   | 1   | Ret | 1   | 1   | 96     |
| 4=   | Nicolas Prost            | Rebellion Racing       | 17  | 4   | 3   | 6   | 4   | 4   | 4   | Ret | 86.5   |
| 4=   | Neel Jani                | Rebellion Racing       | 17  | 4   | 3   | 6   | 4   | 4   | 4   | Ret | 86.5   |
| 5    | Rinaldo Capello          | Audi Sport Team Joest  | 1   | 3   | 2   |     |     |     |     |     | 77     |
| 6=   | Romain Dumas             | Audi Sport Team Joest  | 2   | 1   | 4   |     |     |     |     |     | 67     |
| 6=   | Loïc Duval               | Audi Sport Team Joest  | 2   | 1   | 4   |     |     |     |     |     | 67     |
| 7=   | Nick Leventis            | Strakka Racing         | 8   | 6   | 22  | 5   | 5   | 3   | 6   | 6   | 64     |
| 7=   | Jonny Kane               | Strakka Racing         | 8   | 6   | 22  | 5   | 5   | 3   | 6   | 6   | 64     |
| 7=   | Danny Watts              | Strakka Racing         | 8   | 6   | 22  | 5   | 5   | 3   | 6   | 6   | 64     |
| 8=   | Harold Primat            | Rebellion Racing       | 19  | 5   | 9   | 4   | 6   | 5   | 7   | 4   | 62.5   |
| 8=   | Andrea Belicchi          | Rebellion Racing       | 19  | 5   | 9   | 4   | 6   | 5   | 7   | 4   | 62.5   |
| 9    | Enzo Potolicchio         | Starworks Motorsport   | 3   | 29  | 6   | 9   | 7   | 8   | 9   | 8   | 53.5   |
| 10=  | Peter Dumbreck           | JRM                    | 12  | 9   | 5   | 7   | 9   | Ret | 5   | 5   | 50.5   |
| 10=  | David Brabham            | JRM                    | 12  | 9   | 5   | 7   | 9   | Ret | 5   | 5   | 50.5   |
| 10=  | Karun Chandhok           | JRM                    | 12  | 9   | 5   | 7   | 9   | Ret | 5   | 5   | 50.5   |
| 11   | Marc Gené                | Audi Sport Team Joest  |     | 1   | 4   |     |     |     |     |     | 49     |
| 12   | Ryan Dalziel             | Starworks Motorsport   | 3   | 29  | 6   | 9   | 7   |     | 9   | 8   | 48.5   |
| 13   | Kazuki Nakajima          | Toyota Racing          |     |     | Ret | 2   |     |     | 1   |     | 44     |
| 14   | Nick Heidfeld            | Rebellion Racing       | 17  | 4   | 3   |     |     |     |     |     | 42.5   |
| 15   | Stéphane Sarrazin        | Starworks Motorsport   | 3   | 29  |     | 9   | 7   | 8   | 9   | 8   | 37.5   |
| 15   | Stéphane Sarrazin        | Toyota Racing          |     |     | Ret |     |     |     |     |     | 37.5   |
| 16=  | Pierre Kaffer            | Pecom Racing           | 6   | 20  | 7   | 11  | 8   | 6   | 11  | 10  | 34.5   |
| 16=  | Luís Pérez Companc       | Pecom Racing           | 6   | 20  | 7   | 11  | 8   | 6   | 11  | 10  | 34.5   |
| 17=  | Tor Graves               | ADR-Delta              | 9   | 7   | 11  | 8   | 12  | 20  | 8   | 7   | 26     |
| 17=  | John Martin              | ADR-Delta              | 9   | 7   | 11  | 8   | 12  | 20  | 8   | 7   | 26     |
| 18   | Soheil Ayari             | Pecom Racing           | 6   | 20  | 7   | 11  |     |     |     |     | 21     |
| 19   | Tom Kimber-Smith         | Starworks Motorsport   |     |     | 6   |     |     | 8   |     |     | 21     |
| 20=  | Olivier Pla              | OAK Racing             | 4   | 13  | Ret | 13  | 10  | 11  | 10  | 9   | 18.5   |
| 20=  | Jacques Nicolet          | OAK Racing             | 4   | 13  | Ret | 13  | 10  | 11  | 10  | 9   | 18.5   |
| 21   | Timo Bernhard            | Audi Sport Team Joest  | 2   |     |     |     |     |     |     |     | 18     |
| 22   | Lucas Di Grassi          | Audi Sport Team Joest  |     |     |     |     | 3   |     |     |     | 15     |
| 23   | Nicolas Minassian        | Pescarolo Team         |     | 11  | NC  |     |     |     |     |     | 14     |
| 23   | Nicolas Minassian        | Pecom Racing           |     |     |     |     | 8   | 6   | 11  | 10  | 14     |
| 24   | Congfu Cheng             | Rebellion Racing       |     |     |     |     |     |     |     | 4   | 12     |
| 25=  | Pierre Ragues            | Signatech-Nissan       |     | 25  | 8   | 10  | 14  | 10  | EX  | 13  | 11.5   |
| 25=  | Nelson Panciatici        | Signatech-Nissan       |     | 25  | 8   | 10  | 14  | 10  | EX  | 13  | 11.5   |
| 25=  | Roman Rusinov            | Signatech-Nissan       |     | 25  | 8   | 10  | 14  | 10  | EX  | 13  | 11.5   |
| 26=  | Elton Julian             | Greaves Motorsport     | 7   | 12  | 10  | 17  | 11  | 12  | 14  | 15  | 11     |
| 26=  | Christian Zugel          | Greaves Motorsport     | 7   | 12  | 10  | 17  | 11  | 12  | 14  | 15  | 11     |
| 27   | Ricardo González         | Greaves Motorsport     | 7   | 12  | 10  | 17  |     | 12  | 14  | 15  | 10.5   |
| 28=  | Emmanuel Collard         | Pescarolo Team         | 5   |     | Ret |     |     |     |     |     | 10     |
| 28=  | Jean-Christophe Boullion | Pescarolo Team         | 5   |     | DNS |     |     |     |     |     | 10     |
| 28=  | Julien Jousse            | Pescarolo Team         | 5   |     |     |     |     |     |     |     | 10     |
| 29   | Robbie Kerr              | ADR-Delta              | 9   | 7   |     |     |     |     |     |     | 9      |
| 30=  | Olivier Lombard          | Signatech-Nissan       | Ret | 28  | 14  | Ret | Ret | 7   | 15  | 11  | 8.5    |
| 30=  | Jordan Tresson           | Signatech-Nissan       | Ret | 28  | 14  | Ret | Ret | 7   | 15  | 11  | 8.5    |
| 31   | Franck Mailleux          | Signatech-Nissan       | Ret | 28† | 14  | Ret | Ret | 7   | 15  | 11  | 8      |
| 32   | Jan Charouz              | ADR-Delta              |     |     | 11  | 8   | 12  |     |     |     | 7.5    |
| 32   | Jan Charouz              | Lotus                  |     |     |     |     |     |     |     | Ret | 7.5    |
| 33=  | Darren Turner            | Aston Martin Racing    | 18  | Ret | 17  | 19  | 17  | 14  | 19  | 16  | 7      |
| 33=  | Stefan Mücke             | Aston Martin Racing    | 18  | Ret | 17  | 19  | 17  | 14  | 19  | 16  | 7      |
| 34   | Matthieu Lahaye          | OAK Racing             | 4†  | 13  | Ret | 13  | 10  | 11  | 10  | 9   | 6.5    |
| 35   | Mathias Beche            | ADR-Delta              |     |     |     |     |     |     |     | 7   | 6      |
| 36   | David Heinemeier Hansson | OAK Racing             |     | 8   | 12  | 14  |     |     |     |     | 5.5    |
| 37=  | Marc Lieb                | Team Felbermayr-Proton | 14  | 14  | Ret | 23  | 18  | 15  | 17  | 17  | 5.5    |
| 37=  | Richard Lietz            | Team Felbermayr-Proton | 14  | 14  | Ret | 23  | 18  | 15  | 17  | 17  | 5.5    |
| 38=  | Paolo Ruberti            | Team Felbermayr-Proton | 15  | 19  | Ret | 21  | 20  | 17  | 23  | 20  | 5.5    |
| 38=  | Gianluca Roda            | Team Felbermayr-Proton | 15  | 19  | Ret | 21  | 20  | 17  | 23  | 20  | 5.5    |
| 38=  | Christian Ried           | Team Felbermayr-Proton | 15  | 19  | Ret | 21  | 20  | 17  | 23  | 20  | 5.5    |
| 39   | Bas Leinders             | OAK Racing             |     | 8   | 12  |     |     |     |     |     | 5      |
| 40=  | Jean-Philippe Belloc     | Larbre Compétition     | 16  | Ret | 21  | 25  | 21  | 22  | 24  | 23  | 5      |
| 40=  | Pascal Gibon             | Larbre Compétition     | 16  |     | 21  | 25  | 21  | 22  | 24  | 23  | 5      |
| Pos. | Piloto                   | Equipo                 | SEB | SPA | LMS | SIL | SÃO | BHR | FUJ | SHA | Puntos |

| Color     | Resultado                                                               |
| --------- | ----------------------------------------------------------------------- |
| Oro       | Ganador                                                                 |
| Plata     | 2.ª plaza                                                               |
| Bronce    | 3.ª plaza                                                               |
| Verde     | Finalizó en los puntos                                                  |
| Azul      | Finalizó sin puntos                                                     |
| Azul      | NC - No clasificado                                                     |
| Violeta   | Ret - No terminó (Carrera)                                              |
| Rojo      | DNQ - No se clasificó                                                   |
| Negro     | DSQ - Descalificado                                                     |
| Blanco    | DNS - No empezó (carrera)                                               |
| Blanco    | WD - Retirado (fin de semana)                                           |
| Blanco    | C - Carrera cancelada                                                   |
| Sin color | DNP - Inscrito pero no participó                                        |
| Sin color | INJ - Lesionado                                                         |
| Sin color | EX - Excluido                                                           |
| Estado    | Resultado                                                               |
| Negrita   | Pole position                                                           |
| Cursiva   | Vuelta rápida                                                           |
| †         | Abandona, pero clasifica al completar el porcentaje requerido para ello |

#### Campeonato Mundial de Constructores
| Pos. | Constructor | SEB | SPA | LMS | SIL | SÃO | BHR | FUJ | SHA | Puntos    |
| ---- | ----------- | --- | --- | --- | --- | --- | --- | --- | --- | --------- |
| 1    | Audi        | 1   | 1   | 1   | 1   | 2   | 1   | 2   | 2   | 173 (209) |
| 2    | Toyota      |     |     | Ret | 2   | 1   | Ret | 1   | 1   | 96        |

#### Copa del Mundo de Constructores
| Pos. | Constructor        | SEB | SPA | LMS | SIL | SÃO | BHR | FUJ | SHA | Puntos |
| ---- | ------------------ | --- | --- | --- | --- | --- | --- | --- | --- | ------ |
| 1    | Ferrari            | 1   | 2   | 1   | 1   | 1   | 1   | 2   | 2   | 338    |
| 1    | Ferrari            | 6   | 3   | 2   | 2   | 3   | 3   | 3   | 5   | 338    |
| 2    | Porsche            | 2   | 1   | 8   | 3   | 2   | 2   | 1   | 1   | 233    |
| 2    | Porsche            | 3   | 5   | Ret | 5   | 4   | 4   | 6   | 4   | 233    |
| 3    | Chevrolet Corvette | 4   | 6   | 3   | 6   | 5   | 7   | 4   | 3   | 143    |
| 3    | Chevrolet Corvette | 5   | Ret | 6   | EX  | EX  | 8   | 7   | 7   | 143    |

#### Trofeo LMP1

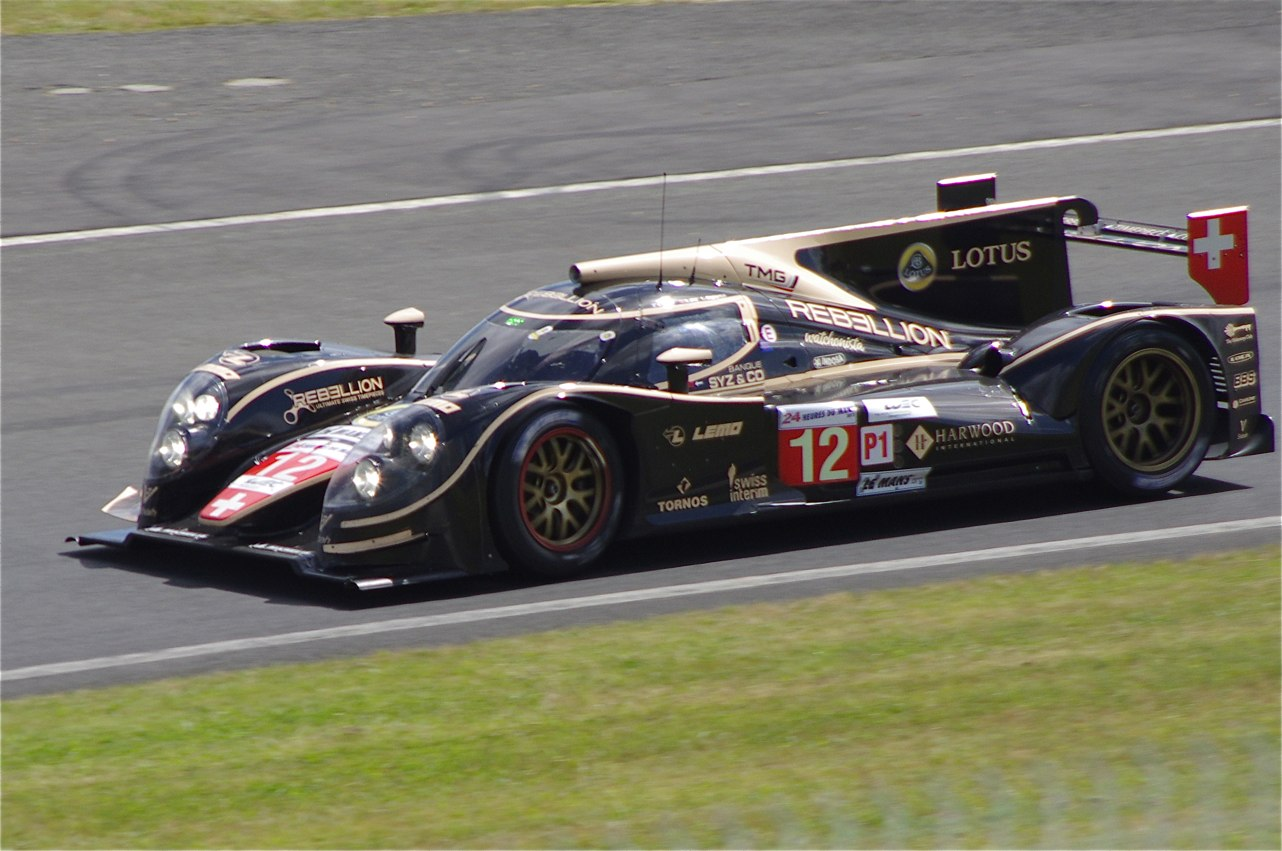
Rebellion Racing ganó el trofeo de resistencia de la FIA para los equipos privados LMP1 con su Lola B12/60s

Rebellion Racing aseguró el Trofeo LMP1 en las 6 Horas de Fuji, ganando cinco de las primeras siete carreras de la temporada, incluyendo cinco carreras con ambos coches del equipo en el podio.
| Pos. | Equipo           | SEB | SPA | LMS | SIL | SÃO | BHR | FUJ | SHA | Puntos |
| ---- | ---------------- | --- | --- | --- | --- | --- | --- | --- | --- | ------ |
| 1    | Rebellion Racing | 4   | 1   | 1   | 1   | 1   | 2   | 1   | 1   | 205    |
| 2    | Strakka Racing   | 2   | 3   | 4   | 2   | 2   | 1   | 3   | 3   | 148    |
| 3    | JRM              | 3   | 4   | 2   | 4   | 4   | Ret | 2   | 2   | 123    |
| 4    | OAK Racing       | 6   | Ret | Ret |     |     |     | 5   | 4   | 30     |
| 5    | Pescarolo Team   | 1   |     | Ret |     |     |     |     |     | 25     |

#### Trofeo LMP2

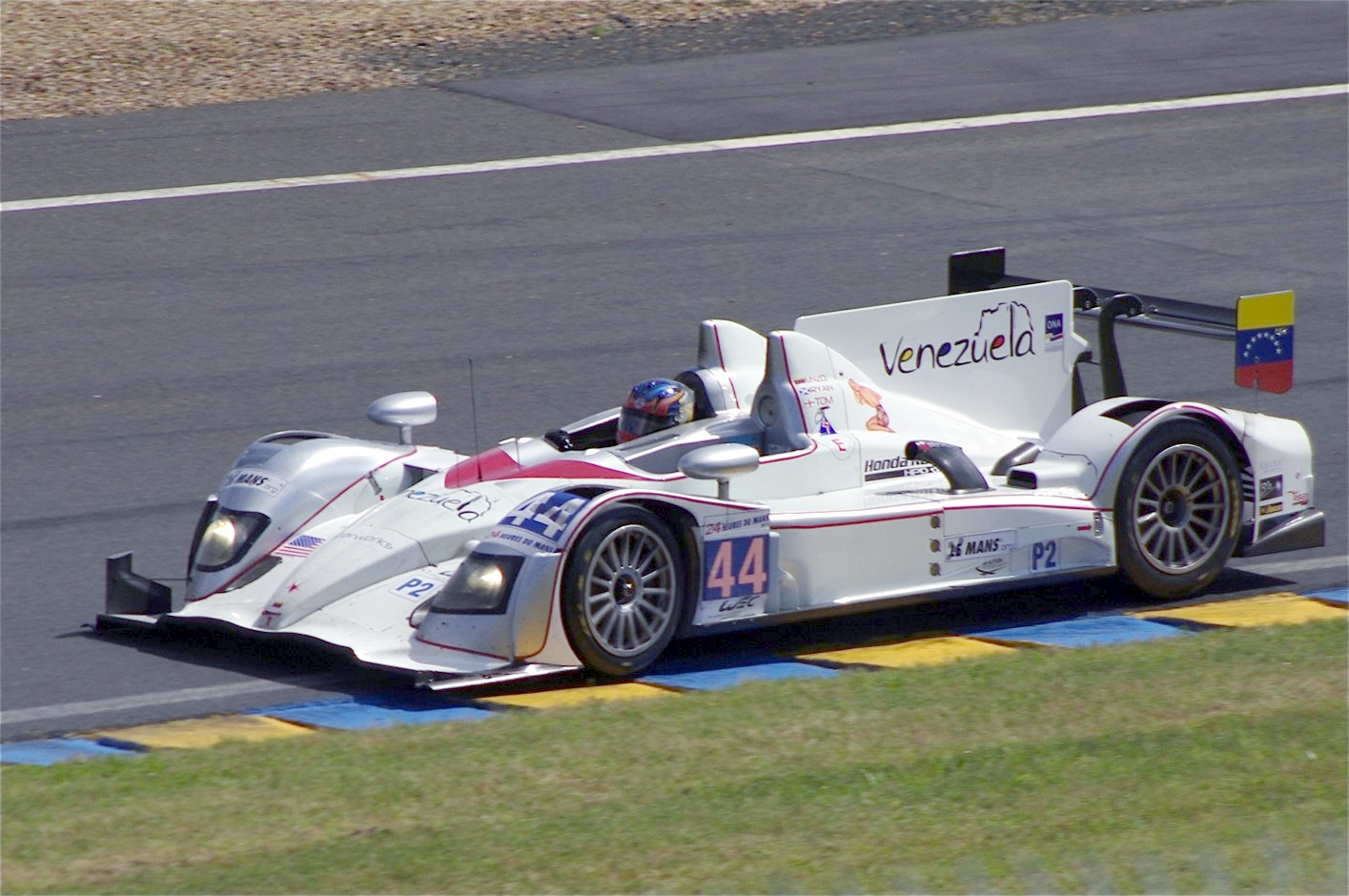
Starworks Motorsport ganó el Trofeo de resistencia de la FIA para equipos LMP2 con su HPD ARX-03b Honda

Starworks Motorsport ganó el Trofeo LMP2 en las 6 Horas de Fuji, ganando tres carreras y consiguiendo cuatro pole positions.
| Pos. | Equipo                  | SEB | SPA | LMS | SIL | SÃO | BHR | FUJ | SHA | Puntos |
| ---- | ----------------------- | --- | --- | --- | --- | --- | --- | --- | --- | ------ |
| 1    | Starworks Motorsport    | 1   | 8   | 1   | 2   | 1   | 3   | 2   | 2   | 177    |
| 2    | ADR-Delta               | 5   | 1   | 4   | 1   | 5   | 6   | 1   | 1   | 154    |
| 3    | PeCom Racing            | 3   | 6   | 2   | 3   | 2   | 1   | 4   | 4   | 141    |
| 4    | OAK Racing              | 2   | 4   | Ret | 4   | 3   | 4   | 3   | 3   | 100    |
| 5    | Greaves Motorsport      | 4   | 3   | 3   | 7   | 4   | 5   | 6   | 7   | 99     |
| 6    | Signatech-Nissan        | Ret | 7   | 5   | Ret | Ret | 2   | 7   | 5   | 60     |
| 7    | Gulf Racing Middle East | 7   | 2   | Ret | 5   | 7   | Ret | 5   | Ret | 44     |
| 8    | Lotus                   | 6   | Ret | Ret | 6   | 6   | Ret | Ret | 6   | 32     |

#### Trofeo LMGTE Pro

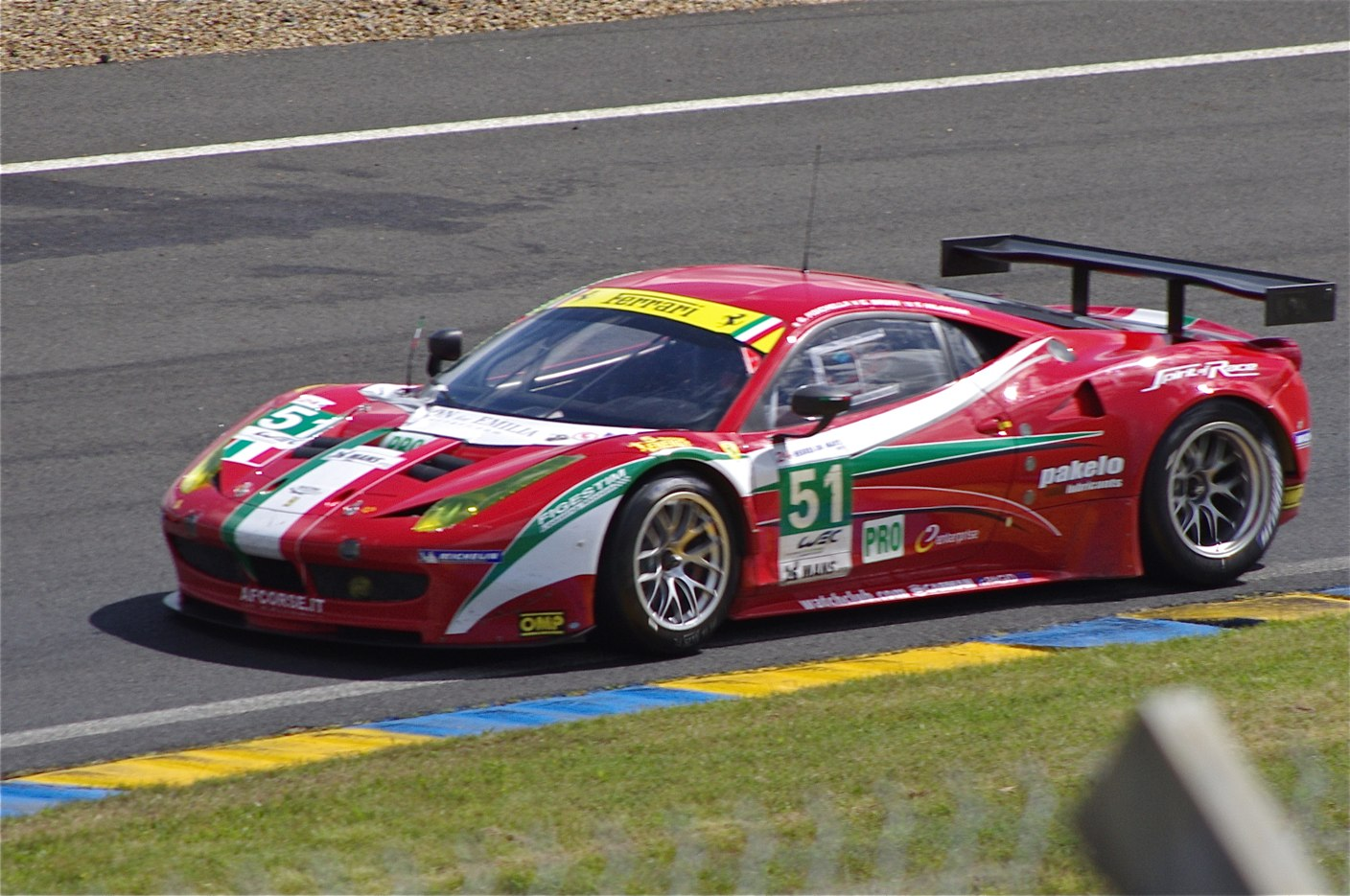
AF Corse ganó el Trofeo de resistencia de la FIA para los equipos LMGTE PRO con sus Ferrari 458 Italias

El trofeo LMGTE Pro fue ganado por el AF Corse, asegurando el campeonato en las 6 Horas de Baréin. El equipo había terminado cada carrera de la temporada en primer o segundo lugar con cualquiera de sus dos Ferraris.
| Pos. | Equipo                 | SEB | SPA | LMS | SIL | SÃO | BHR | FUJ | SHA | Puntos |
| ---- | ---------------------- | --- | --- | --- | --- | --- | --- | --- | --- | ------ |
| 1    | AF Corse               | 1   | 2   | 1   | 1   | 1   | 1   | 2   | 3   | 201    |
| 2    | Aston Martin Racing    | 3   | Ret | 3   | 2   | 2   | 2   | 3   | 1   | 142    |
| 3    | Team Felbermayr-Proton | 2   | 1   | Ret | 3   | 3   | 3   | 1   | 2   | 133    |
| 4    | Luxury Racing          | Ret | 3   | 2   |     |     |     |     |     | 53     |

#### Trofeo LMGTE Am

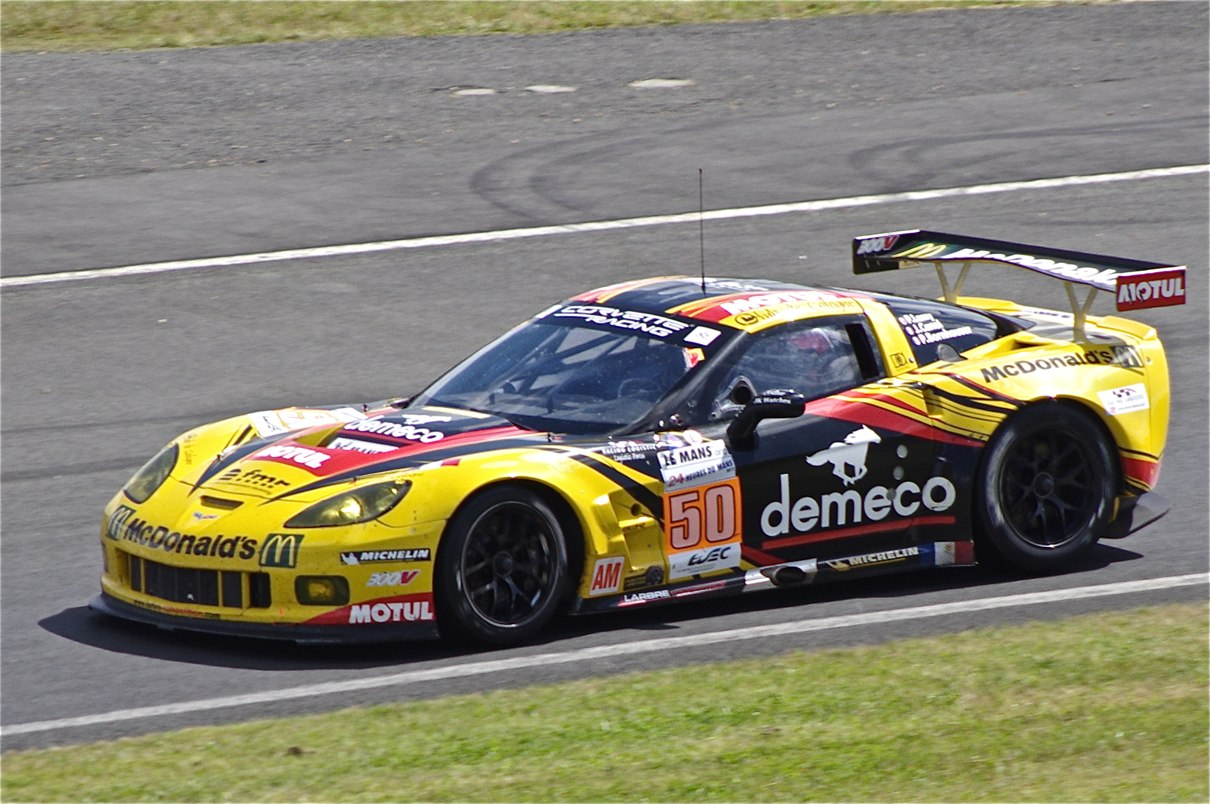
Larbre Compétition ganó el trofeo de resistencia de la FIA para los equipos LMGTE AM con sus Chevrolet Corvettes

Larbre Compétition ganó el Trofeo LMGTE Am en las 6 Horas de Shanghái, ganando tres carreras con cualquiera de sus dos Chevrolet Corvettes.
| Pos. | Equipo                 | SEB | SPA | LMS | SIL | SÃO | BHR | FUJ | SHA | Puntos |
| ---- | ---------------------- | --- | --- | --- | --- | --- | --- | --- | --- | ------ |
| 1    | Larbre Compétition     | 2   | 2   | 1   | 4   | 2   | 4   | 1   | 1   | 179    |
| 2    | Team Felbermayr-Proton | 1   | 1   | Ret | 2   | 1   | 1   | 3   | 2   | 153    |
| 3    | Krohn Racing           | 5   | 5   | 2   | 3   | Ret | 3   | 2   | 3   | 119    |
| 4    | AF Corse-Waltrip       | 4   | DNS | 4   | 1   | 3   | 2   |     | 4   | 108    |
| 5    | JWA-Avila              | 6   | 4   | 5   | 5   | 4   | 6   | 5   | 6   | 88     |
| 6    | Luxury Racing          | DNS | 3   | Ret |     |     |     |     |     | 18     |